# Джава Лейн (футбольний клуб)
Спортивний клуб Джава Лейн або просто «Джава Лейн» (англ. Java Lane Sports Club) — ланкійський футбольний клуб з Коломбо. Виступав у Прем'єр-лізі Шрі-Ланки, найвищому футбольному дивізіоні країни.

## Історія
Спортивний клуб «Джава Лейн» було засновано 1925 року в місті Коломбо, один з найстаріших футбольних клубів Шрі-Ланки, який продовжує функціонувати. У 2012 році виграв Дивізіон 1, з того часу виступав у Прем'єр-лізі. У сезоні 2017/18 років посів 14-е місце у вищому дивізіоні.

## Досягнення
- Дивізіон 1 Шрі-Ланки
  -  Чемпіон (1): 2012

- Срібний кубок
  -  Володар (2): 2009, 2012

- Золотий кубок Шрі-Ланки
  -  Володар (1): 2012
  -  Фіналіст (1): 2013

- Ассад Селі Трофі
  -  Володар (1): 2010